# Гельмецинский сельсовет
Гельмецинский сельсовет — административно-территориальная единица и муниципальное образование со статусом сельского поселения в Рутульском районе Дагестана Российской Федерации.
Административный центр — село Гельмец.

## Население
| 2002 | 2010 | 2012 | 2013 | 2014 | 2015 | 2016 |
| ---- | ---- | ---- | ---- | ---- | ---- | ---- |
| 785  | ↗876 | ↘845 | ↘842 | ↘833 | ↘815 | ↘795 |
| 2017 | 2018 | 2019 | 2020 | 2021 | 2023 | 2024 |
| ↗801 | ↘792 | ↗812 | ↗825 | ↘741 | ↗745 | ↗754 |
| 2025 |      |      |      |      |      |      |
| ↗760 |      |      |      |      |      |      |

## Состав
| № | Населённый пункт | Тип населённого пункта       | Население |
| - | ---------------- | ---------------------------- | --------- |
| 1 | Гельмец          | село, административный центр | ↘536      |
| 2 | Курдул           | село                         | ↘205      |